# Stocka (Isen)
Stocka ist ein Gemeindeteil des Marktes Isen im oberbayerischen Landkreis Erding. 

## Lage
Der Weiler Stocka liegt 1,6 Kilometer südöstlich des Isener Marktplatzes in der Gemarkung Westach.

## Bevölkerungsentwicklung
Um 1871 gab es in Stocka zwölf Einwohner. Im Mai 1987 lebten dort 15 Einwohner in vier Wohngebäuden.
| Jahr      | 1871 | 1925 | 1950 | 1970 | 1987 |
| Einwohner | 12   | 11   | 12   | 16   | 15   |